# Нейкшанс, Артур
Арту́р Нейкша́нс (латыш. Arturs Neikšāns, 16 марта 1983, Валка) — латвийский шахматист, гроссмейстер (2012), тренер ФИДЕ (2012). Пятикратный чемпион Латвии (1999, 2011, 2015, 2019, 2025). Победитель Балтийского юниорского чемпионата в Таллине (2001) и мемориала Айвара Гипслиса (2002). 
В феврале 2012 года был удостоен звания международного гроссмейстера. В составе сборной Латвии — участник семи олимпиад (2000, 2006, 2012—2018, 2024), на запасной доске (2000, 2006), на третьей доске (2012—2016), на второй доске (2018) и на первой доске (2024). Трижды выступал за сборную Латвии на командном чемпионате Европы: на четвёртой доске (1999) и на третьей — (2011 и 2015).
На тренерском семинаре ФИДЕ, который состоялся в Праге в августе 2012 года, Нейкшанс стал первым в Латвии обладателем титула тренера ФИДЕ.

## Изменения рейтинга
| Графики недоступны из-за технических проблем. См. информацию на Фабрикаторе и на mediawiki.org. |